# Модель Кералы

Местоположение штата Керала в Индии

В индийском штате Керала была внедрена своеобразная альтернатива стратегии социально-экономического развития, которая и получила название модель «Кералы».
Такая модель интересна тем, что, несмотря на низкие показатели ВВП, в регионе наблюдается достаточно высокий уровень социального развития, сопоставимый со многими развитыми странами, в частности в области образования, здравоохранения, а также отмечается высокая средняя продолжительность жизни, низкий коэффициент младенческой смертности и низкая рождаемость
Основными характерными чертами модели социально-экономического развития штата Керала являются:
- Блестящие показатели социального развития с относительно невысокими темпами прироста ВВП и уровнем ВВП на душу населения.
- Программы перераспределения доходов и богатств, которые привели к высоким показателям уровня жизни.
- Высокий уровень демократического развития штата, который в свою очередь укрепился за счет массовой политической активности и вовлеченности среди всех слоев населения[2].

## История

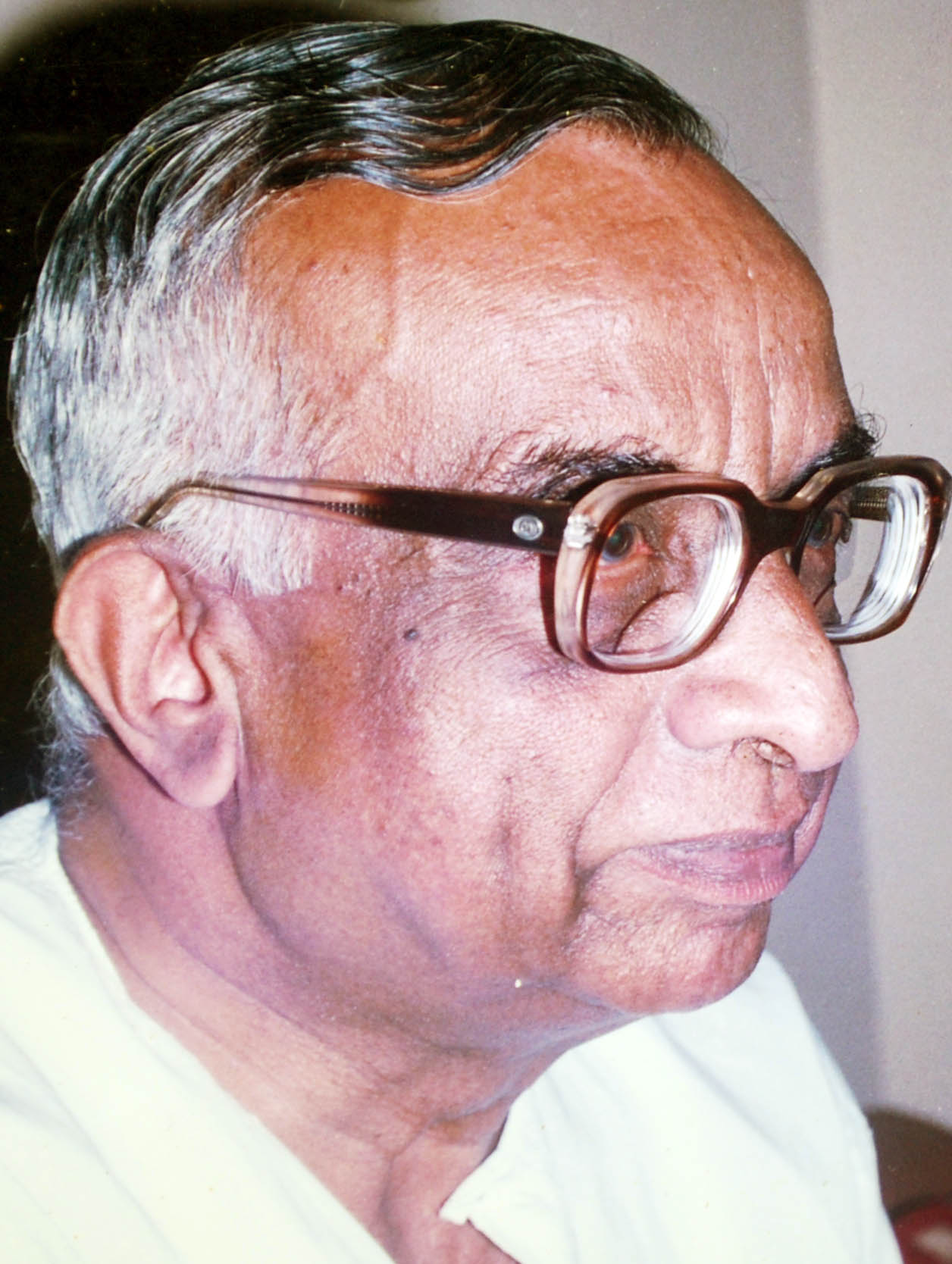
К. Н. Радж

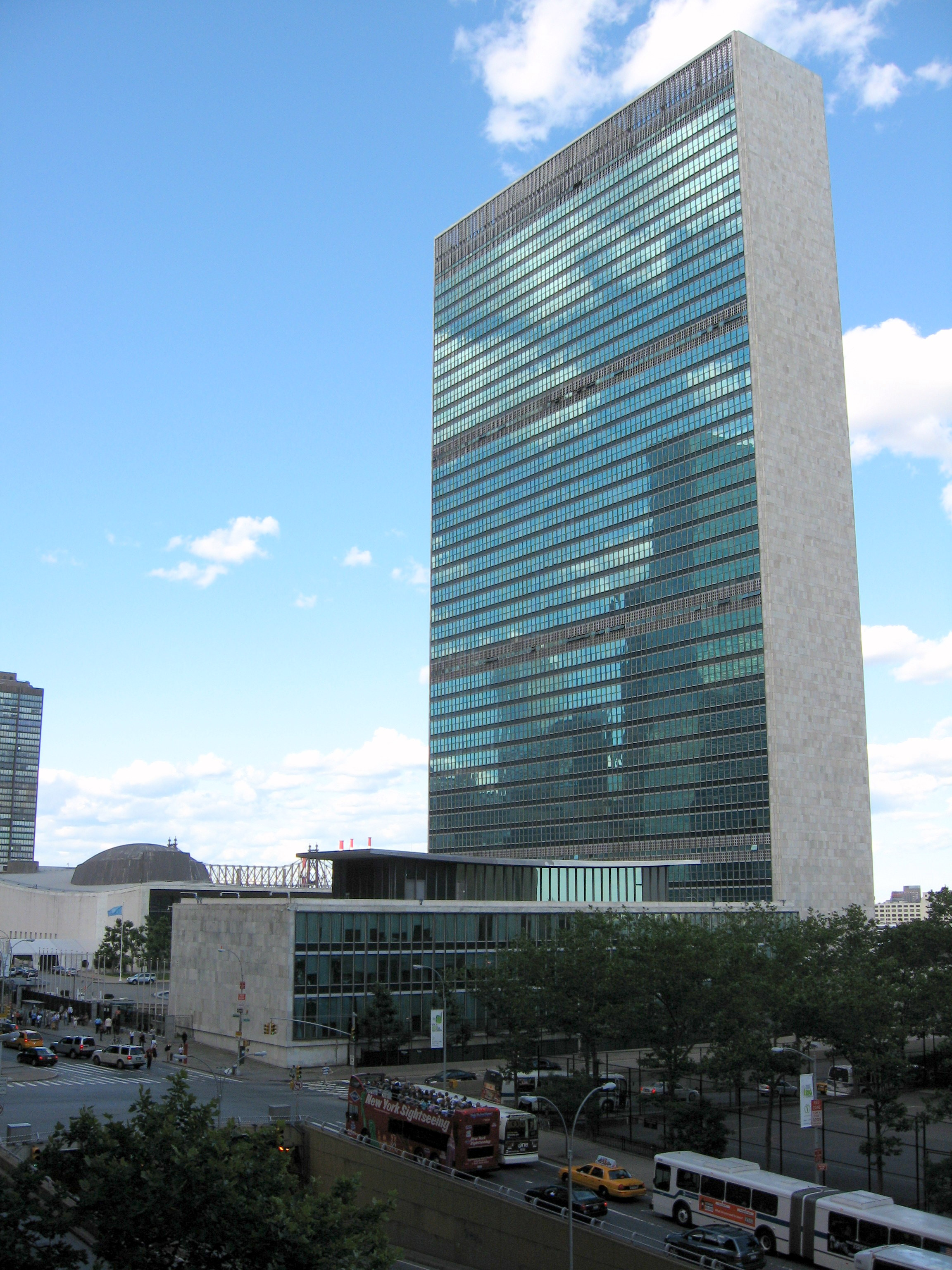
Индекс развития человеческого потенциала, был введен Программой развития Организации Объединённых Наций (отделение Организации Объединённых Наций), стал одним из самых влиятельных и широко используемых показателей определения развития человеческого потенциала среди стран.

Центр по исследованию вопросов развития в столице штата Тривандраме при поддержке Организации Объединённых Наций детально изучил и выделил особенности социально-экономического развития Кералы в 1970-е гг. В этом исследовании, которое получило название «Модель Кералы» особое внимание уделялось земельным реформам, сокращению бедности, доступностью образования и социальной защиты детей. Главным его автором стал профессор экономики К. Н. Радж. Именно он основал Центр по исследованию вопросов развития в Тируванантапураме в 1971 году по просьбе главного министра штата Керала К. Ачута Менона.
«Модель Кералы» заметно отличается от традиционной стратегии экономического развития, которая предполагает высокий темп роста ВВП. В 1990 году пакистанский экономист Махбуб Уль-Хак сменил фокус развития экономики с наращивания темпов экономического роста на эффективное проведение социальной политики. Также он выступил за создание экономико-статистического сборника «Доклад о развитии человечества», для подготовки которого он собрал группу известных экономистов, в числе которых были Пол Стритен, Фрэнсис Стюарт, Густав Ранис, Кит Гриффин, Судхир Ананд и Мегнад Десаи.
В сотрудничестве со своим близким коллегой Раджой, и индийским экономистом Амартией Сеном, Махбуб Уль-Хак убедил ПРООН (Программу развития ООН) исследовать Индекс человеческого развития (ИЧР), который помимо ВВП стал оказывать серьёзное влияние в формировании стратегии социально-экономического развития государства. Спустя десять лет программа «Цели развития тысячелетия ООН», включающая в себя множество пунктов из исследования «Модель Кералы», за исключением пунктов по земельным реформам, стала новой стратегией развития человечества. Таким образом, К. Н. Радж внес большой вклад в разработку политики в области развития государства, которая в дальнейшем оказала значительное влияние по всему миру.

### 1970 год
Экономисты отмечали, что несмотря на низкий коэффициент ВВП, у штата были высокие показатели грамотности, здоровые граждане и политически активное население. Исследователи стали более глубоко изучать «Модель Кералы», так как Индекс человеческого развития показывал уровень жизни, сопоставимый с развитыми странами и считался самым высоким по всей Индии в тот момент.
Однако, несмотря на высокий индекс человеческого развития, Керальская модель имела низкие показатели в области промышленности и экономического прогресса. Высокий уровень образования в регионе привел к утечке «умов». В результате многие жители штата из-за отсутствия возможности найти достойную высококвалифицированную работу в Керале стали мигрировать в другие страны и регионы.

### Индекс человеческого развития

#### 1990 год
Начиная с 1990 года, Организация Объединенных Наций стала выпускать Индекс развития человеческого потенциала (ИРЧП). Это сводная статистика, используемая для ранжирования стран по уровню «человеческого развития». В итоговом рейтинге все государства классифицируются четырьмя категориями в соответствии с принятой градацией: страны с очень высоким уровнем ИЧР, страны с высоким уровнем ИЧР, страны со средним уровнем ИЧР, страны с низким уровнем ИЧР. Индекс измеряет достижения страны с точки зрения состояния здоровья, получения образования и фактического дохода её граждан. Индекс человеческого развития стал одним из самых широко используемых статистик по всему миру для сравнения показателя уровня жизни человека в той или иной стране и способствовал международному признанию «Модели Кералы». ИРЧП используется Программой развития Организации Объединённых Наций с 1990 года для подготовки ежегодных докладов о человеческом развитии. C самого начала существования ИРЧП у штата Керала были высокие показатели в сравнении с развитыми странами

#### 2011 год
В Докладе о человеческом развитии Индии за 2011 год, подготовленном Институтом прикладных исследований трудовых ресурсов, Керала заняла первое место в индексе достижения самого высокого уровня грамотности, качества медицинских услуг и потребительских расходов населения.

## Причины

### Здравоохранение

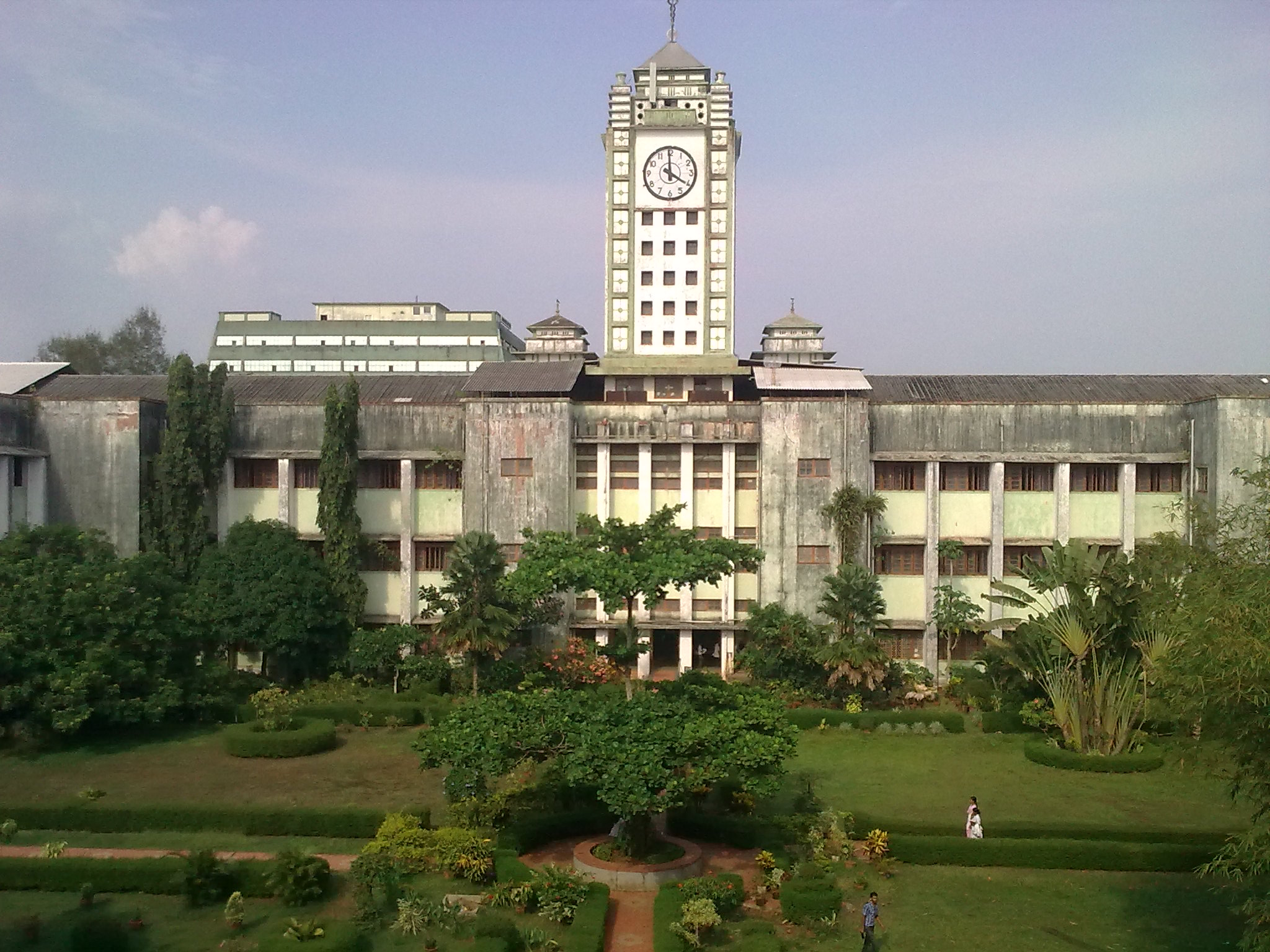
Медицинский колледж в Кожикоде. В Керале находятся около 2700 государственных медицинских учебных заведений, с 330 койко-местами на 100 000 населения, самый высокий показатель в стране.

Фактором высокого уровня развития здравоохранения является наличие медицинских центров по всему штату. В Керале насчитывается более 3300 государственных и частных медицинских учреждений с 297 койками на 100 000 населения, что является вторым по величине показателем в стране (после Карнатаки). При поддержке государства осуществляются специальные программы по грудному вскармливанию, питанию для беременных женщин и молодых мам, в результате которой младенческая смертность в 2011 году составила 12 человек на тысячу, если сравнивать со странами с низким показателем ВВП, то это 91 человек на тысячу. Уровень рождаемости в штате Керала на 40 % ниже, чем в среднем по стране, и почти на 60 % ниже, чем в бедных странах в целом. Так, в ходе исследования было установлено, что уровень рождаемости снизился до уровня воспроизводства населения. Коэффициент рождаемости в штате Керала составляет 14 детей на 1000 женщин и продолжает снижаться. В Индии этот показатель составляет 25 детей на 1000 женщин, а в США — 16. Уровень грамотности взрослого населения в штате Керала составляет 94,59 % против 74 % в Индии, и 99 % в США. Средняя продолжительность жизни у женщин выше средней продолжительности жизни у мужчин, как и в развитых странах. Коэффициент материнской смертности в штате Керала составляет 1,3 смерти на 1000 живорождений (1990), самый низкий показатель в Индии.
| Округ        | Кол-во медицинских учреждений | Кол-во койко мест |
| ------------ | ----------------------------- | ----------------- |
| Алаппужа     | 343                           | 8,835             |
| Эрнакулам    | 676                           | 21,819            |
| Идукки       | 194                           | 4,096             |
| Каннур       | 392                           | 5,149             |
| Касарагод    | 209                           | 2,107             |
| Коллам       | 704                           | 12,530            |
| Коттаям      | 440                           | 9,323             |
| Кожикоде     | 342                           | 9,034             |
| Малаппурам   | 327                           | 5,030             |
| Палаккад     | 316                           | 4,925             |
| Патанамтитта | 310                           | 5,096             |
| Тривандрам   | 1011                          | 73,410            |
| Триссур      | 602                           | 19,891            |
| Ваянад       | 127                           | 2,307             |
| Всего        | 5,993                         | 183,552           |

Журнал «The Economist Intelligence Unit» опубликовал «белую книгу» об индексе качества смерти в 2010 году, согласно которой была спроектирована специальная модель системы здравоохранения в штате Керала, как маяк надежды, в которой предполагалось предоставление паллиативной помощи населению. В докладе был составлен рейтинг учреждений по уходу за неизлечимо больными из 40 стран мира на основе 24 показателей, касающихся условий, доступности, стоимости и качества медицинской помощи. По общему показателю Индия набрала 1,9 баллов из 10 и заняла 40-е место в рейтинге, уступив таким странам, как Словакия, Малайзия, Турция, Бразилия и даже Уганда. Великобритания возглавила список, за ней последовали Австралия и Новая Зеландия.
Несмотря на то, что Индия заняла последнее место по общему показателю в рейтинге и продемонстрировала плохие результаты по всем пунктам, в Керале сложилась прямо противоположная ситуация. Имея всего 3 % населения от всей Индии, крошечный штат предоставляет 2/3 всей паллиативной помощи. Журнал «The Economist» высоко оценил «Модель Кералы» по показателям здравоохранения. Кроме того, «The Economist» выразил почтение правительству штата Керала за политику предоставления паллиативной помощи (единственный штат в Индии с такой политикой) и поддержал финансированием программы по уходу за неизлечимо больными на уровне общин. Керала стала новатором в системе всеобщего здравоохранения благодаря широкому спектру оказываемых услуг. Ханс Рослинг также подчеркнул, что Керала по всем показателям здравоохранения соответствует Соединённым Штатам, но сильно отстает в сфере экономики, сравнив её с Вашингтоном, округ Колумбия, который имеет наиболее развитую экономику, но более слабую систему здравоохранения.
В журнале было отмечено, что Керала один из первых штатов в Индии смягчила положения о контроле за наркотиками, разрешив использование морфия лицами, осуществляющими паллиативный уход. Керала также расширила круг людей, кто может получить паллиативную помощь, включив в неё хронически больных на протяжении длительного периода и даже людей с психическими расстройствами. Штат Керала — это единственный во всей Индии регион с официальной политикой предоставления паллиативной помощи населению. Проект общинной сети добрососедства в паллиативном уходе (NNPC), в котором задействована армия волонтеров, насчитывающих почти 260 человек и финансируемых государством, заслуживает высокой оценки и множества наград.
| Показатели здравоохранения                                      | Керала | Индия |
| --------------------------------------------------------------- | ------ | ----- |
| Коэффициент рождаемости (на 1000 человек населения)             | 14.60  | 22.80 |
| Коэффициент смертности (на 1000 человек населения)              | 6.60   | 7.40  |
| Коэффициент младенческой смертности (на 1000 человек населения) | 12.0   | 44.00 |
| Коэффициент материнской смертности * 2009                       | 40     | 301   |
| Коэффициент рождаемости (из расчета на одну женщину)            | 1.70   | 2.90  |
| Коэффициент защищенности семьи (в процентах)                    | 62.30  | 52    |
| Продолжительность жизни (мужчины)                               | 71.40  | 62.60 |
| Продолжительность жизни (женщины)                               | 76.30  | 64.20 |
| Средняя продолжительность жизни                                 | 74.00  | 63.50 |

В докладе говорится, что двадцать девять из 40 изученных стран не имеют официальной стратегии в области паллиативной помощи. Только семь стран — Австралия, Мексика, Новая Зеландия, Польша, Швейцария, Турция и Великобритания — имеют национальную политику в этой области, в то время как четыре других — Австрия, Канада, Ирландия и Италия — находятся в процессе разработки. В штате Керала уже давно признали важность паллиативной помощи, о чём свидетельствует рост числа отделений по уходу за неизлечимо больными. «Государственная система регулирования паллиативной помощи финансируется в основном за счет местных микро-пожертвований в размере всего 10 рупий (21 цент США) в месяц. Добровольцы в этих отделениях после обучения могут оказывать психологическую, социальную и духовную поддержку. Именно это отличает NNPC от более ориентированных на медицину и дорогостоящих проектов, работающих в других сферах», — отмечается в докладе.
Изучив комбинацию государственной поддержки и гражданского участия в уходе за неизлечимо больными в штате Керала, ряд подобных моделей были опробованы в Эфиопии, Бангладеш, на Сейшельских Островах и даже в Швейцарии. «Керала обеспечивает полезным опытом другие страны, особенно в связи с тем, что старение населения оказывает все большее давление на существующие медицинские услуги», — говорится в докладе. В то время как такие страны, как Тайвань и Венгрия, сумели попасть в топ-15 рейтинга, одна из возможных причин, почему Индия и Китай имеют слабые показатели — это огромное население, в связи, с чем государственная медицинская помощь охватывает лишь небольшую часть нуждающихся.

### Политическая осведомленность
Политическая осведомленность среди простых людей, включая детей, довольно высока, благодаря своей истории социальных реформаторов, таких как Шри Нараяна Гуру, Шри Чаттамби Свамигал, Куриакосе Элиас Чавара, Айянкали и т. д., левым движениям и уникальной политической ситуации, существующей в Керале. Политическая история в штате Керала показывает тенденцию победы на выборах и чередования во власти правительств Левого демократического фронта (ведущую роль в котором играют Коммунистическая партия Индии (марксистская) и Коммунистическая партия Индии) и Объединённого демократического фронта во главе с Индийским национальным конгрессом, что приводит к увеличению деятельности в области социального обеспечения, во многом на благо обычного человека. На каждой городской площади политические партии ставят памятники символам политической жизни — памятник Э. М. Ш. Намбудирипаду, первому премьер-министру штата Керала или Индире Ганди, или изображение Маркса, Энгельса и Ленина. Забастовки, беспорядки и массовые волнения настолько распространены, что становятся обыденностью. Антрополог Билл Маккиббен говорит: «Несмотря на то, что Керала — это в основном равнины покрытые рисовыми полями, в сфере социального развития штат находится на уровне горы Эверест; действительно нет такого региона, как Керала.».

### Образование

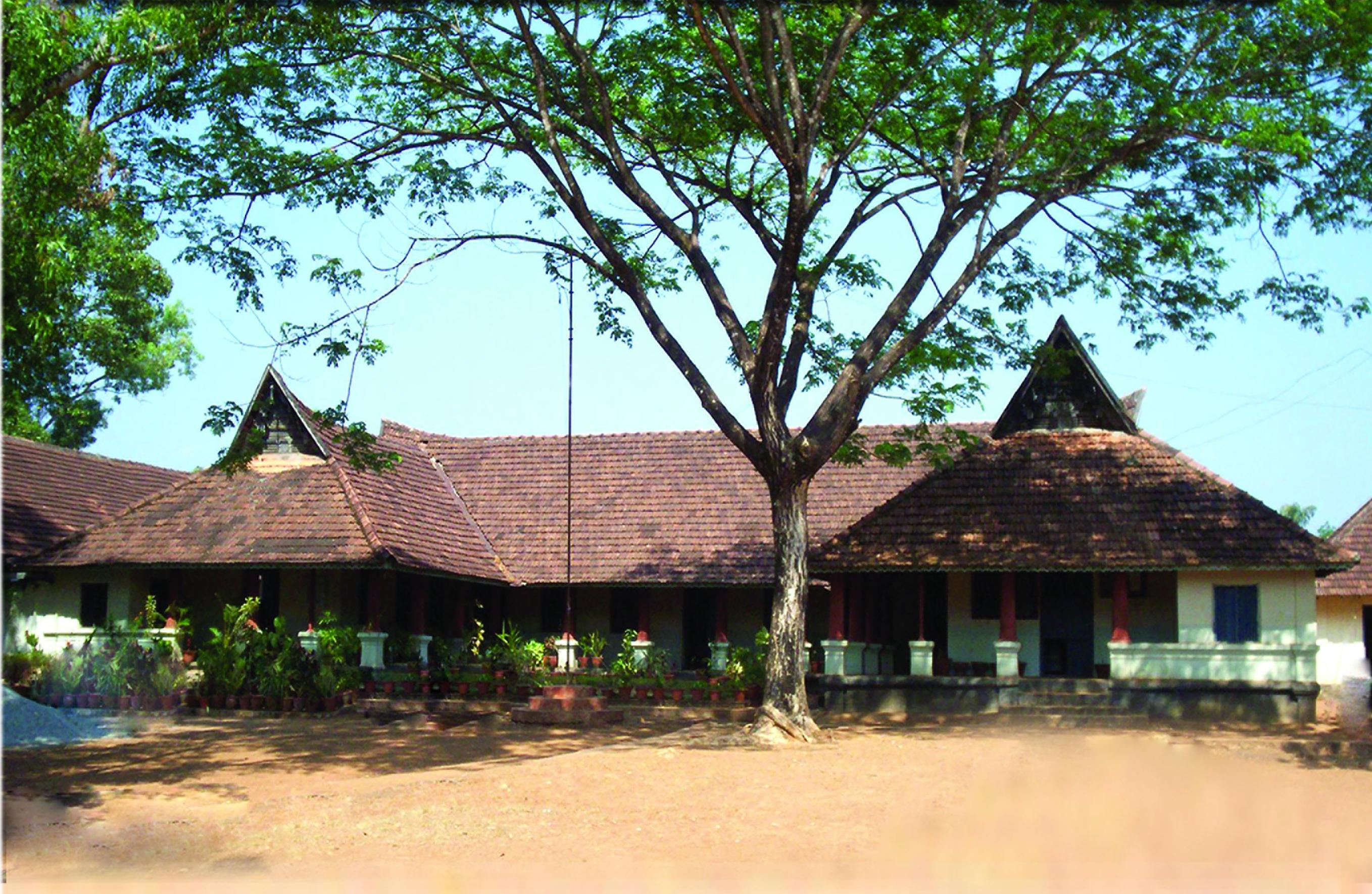
Государственная школа в Коттаракаре

Палликкудам, школьная модель, сформированная буддистами, была распространена в королевстве Траванкор. Эта модель была позже принята христианскими миссионерами во главе с архиепископом Верапольским Бернардо (Джузеппе) Бакчинелли. Они проложили путь к образовательной революции в Керале, сделав образование доступным для всех, независимо от касты или религии. Христианские миссионеры ввели в штате Керала западные методы образования. Общины, такие как Эжавы, Наиры и Далиты, управлялись монашескими орденами (называемыми ашрамами) и индуистскими святыми и социальными реформаторами, такими как Шри Нараяна Гуру, Шри Чаттампи Свамикал и Айянкали, которые призывали к обучению, открывая свои собственные школы. Это привело к появлению многочисленных школ и колледжей Шри Нараяны, школ Общества служения Наир. Учения этих святых также дали нищим классам общества возможность на самоорганизацию и отстаиванию своих прав. Правительство штата Керала учредило систему субсидированных школ, чтобы помочь с текущими расходами, такими как заработная плата сотрудников школы.
Керала была выдающимся центром ведического знания, породив одного из самых влиятельных индуистских философов, Ади Шанкарачарью. Ведическое учение Намбудирисов — это неизменная традиция, которая сохраняется и по сей день и уникальна своей ортодоксальностью, неизвестной другим индийским общинам. Несмотря на то, что в феодальной Керале только Намбудири получали ведическое образование, другие касты, а также женщины были открыты для обучения санскриту, математике и астрономии, в отличие от других частей Индии.
Высшие касты, такие как наиры, тамильские брахманы-мигранты, амбалаваси, христиане Святого Фомы, а также низшие касты, такие как ежавы, повсеместно изучали санскрит. На самом деле многие аюрведические врачи (такие как Итти Ахудан) были из низшей общины ежава. Такого уровня обучения небрахманов не наблюдалось в других частях Индии.
Образование распространялось не только на мужчин. В доколониальной Керале женщины, особенно принадлежащие к матрилинейной касте Наир, получали образование в области санскрита и других наук, а также каларипаятту, боевого искусства. Это было уникально для Кералы, но этому содействовало равенство между мужчинами и женщинами, которое диктовалось обществом Кералы, поскольку население штата было в значительной степени матрилинейным, в отличие от существовавшего жесткого патриархата в других частях Инии.
Правители княжеского государства Траванкор содействовали политике распространения образования. Школа для девочек была основана Махараджей в 1859 году, что было беспрецедентным актом на Индийском субконтиненте. В колониальные времена Керала не проявляла особого неповиновения британскому владычеству. Однако в штате прошли массовые протесты в поддержку социальных прав, таких как права «неприкасаемых» и образование для всех. Народный протест, как метод привлечения внимания государственных чиновников к проблемам является жизненно важной частью жизни в штате Керала. К 1981 году общий уровень грамотности в штате Керала составлял 70 %, что почти вдвое превышало общеиндийский показатель в 36 %.Уровень грамотности в сельских районах был почти одинаковым, и уровень грамотности женщин также не сильно отставал и составлял 66 процентов. Правительство продолжало политику ликвидации неграмотности, которая заключалось в том, чтобы научить читать и писать все слои населения. Пилотный проект запустили в районе Эрнакулам с населением в 3 миллиона человек, который включает в себя город Кочи. В конце 1988 года 50 000 добровольцев отправились по округу для опроса 175 000 неграмотных в возрасте от 5 до 60 лет, две трети из которых были женщинами. Предполагалось, что в течение года неграмотные будут читать на языке малаялам со скоростью 30 слов в минуту, списывать текст со скоростью 7 слов в минуту, считать и писать числа от 1 до 100, складывать и вычитать трехзначные числа. 4 февраля 1990 года, через 13 месяцев после первоначального опроса, премьер-министр Индии В. П. Сингх отметил начало Всемирного года грамотности поездкой в Эрнакулам, объявив его первым полностью грамотным округом страны. В 2001 году уровень грамотности в Керале составлял 91 %, почти такой же высокий, как в Китае (93 %) и Таиланде (93,9 %).
| Год  | Грамотность | Мужчины | Женщины |
| ---- | ----------- | ------- | ------- |
| 1951 | 47.18       | 58.35   | 36.43   |
| 1961 | 55.08       | 64.89   | 45.56   |
| 1971 | 69.75       | 77.13   | 62.53   |
| 1981 | 78.85       | 84.56   | 73.36   |
| 1991 | 89.81       | 93.62   | 86.17   |
| 2001 | 90.92       | 94.20   | 87.86   |
| 2011 | 94.59       | 97.10   | 92.12   |

### Государственная политика
В 1957 году в штате Керала было избрано коммунистическое правительство во главе с Э. М. Ш. Намбудирипадом, которое представило закон о земельной реформе. Это достижение стало результатом десятилетней борьбы крестьянских объединений Кералы. В результате была упразднена арендная плата за землю, что пошло на пользу 1,5 миллионам бедных семей. В 1967 году, во время своего второго срока на посту главного министра штата, Э. М. Ш. Намбудирипад продолжил курс на реформы. Благодаря инициативам правительства, направленным на осуществление земельной реформы, была отменена не только арендная плата и прекращена эксплуатация со стороны землевладельцев, но и внедрено эффективное государственное распределение продовольствия, которое предоставляло субсидированный рис домохозяйствам с низкими доходами, были введены законы для защиты сельскохозяйственных рабочих и пенсии, а также обеспечены высоким уровнем государственной занятости члены бывших низших каст общин.

### Голод
По данным Индекса голода Индии, Керала одна из четырёх штатов, где показатель по голоду незначительный. Коэффициент индекса голода в Керале составляет 17,66, опережает его только штат Пенджаб. Национальный индекс голода в Индии составляет 23,31.

## Мнения
Британский активист партии «Зеленых» Ричард Дутуэйт провел беседу с человеком, который помнит, как говорили, что "в некоторых обществах очень высокий уровень здравоохранения и социального обеспечения (фактически на уровне стран первого мира), несмотря на то, что достигнуто только 60ая часть номинального ВВП США и привел в качестве примера штат Керала. Ричард Дутуэйт заявил, что Керала идет по более устойчивому развитию, чем какой-либо регион Европы или Северной Америки.<ref[Heinberg R (2004). Powerdown: Options And Actions for a Post-Carbon World. New Society Publishers. p. 105. ISBN 0-86571-510-6. Retrieved 11 November 2007.</ref> Автор и эколог Билл Маккиббен резюмировали необычную социально-экономическую и демографическую ситуацию штата Керала.
Керала, штат в Индии, который является странной аномалией среди развивающийся стран, место, которое дает реальную надежду на будущее стран третьего мира. Хотя Керала ненамного больше Мэриленда, но по численности населения сравнима с Калифорнией. Годовой доход жителей составляет меньше 3000$. Однако уровень младенческой смертности очень низкий, уровень грамотности один из самых высоких в мире, а уровень рождаемости ниже, чем в Америке и продолжает снижаться. Жители Кералы живут почти столько же, сколько американцы или европейцы. Хотя Керала в основном покрыта рисовыми равнинами, статистически Керала выделяется на фоне остальных регионов, в сфере социального развития штат находится на уровне горы Эверест, действительно нет больше таких мест.